# Arismendi (Nueva Esparta)
Pour les articles homonymes, voir Arismendi.
Arismendi est l'une des onze municipalités de l'État de Nueva Esparta au Venezuela, située sur l'île de Margarita. Son chef-lieu est La Asunción, également capitale de l'État. En 2011, la population s'élève à 28 309 habitants.

## Géographie

### Subdivisions
Selon l'Institut national de statistique et contrairement à la plupart des municipalités du pays, la municipalité d'Arismendi ne comporte aucune paroisse civile.